# SANZAAR
SANZAAR (z ang. South African, New Zealand, Australian and Argentinian Rugby) – związek czterech krajowych federacji rugby union: z Argentyny (UAR), Australii (ARU), Nowej Zelandii (NZRU) i Południowej Afryki (SARU).
Stowarzyszenie powstało w 1996 roku jako jeden ze skutków profesjonalizacji gry w rugby union i skupiało federacje z Australii, Nowej Zelandii i Południowej Afryki. Organizacja przyjęła nazwę SANZAR. Powołano wówczas ligę Super 12, która zrzeszała regionalne zespoły z trzech krajów członkowskich. Równocześnie zainicjowano doroczny Puchar Trzech Narodów w którym rywalizowały trzy reprezentacje narodowe – All Blacks, Springboks i Wallabies.
W 2012, po dopuszczeniu argentyńskich los Pumas Puchar przemianowano na The Rugby Championship. Cztery lata później zespoły argentyński i japoński dołączyły do rozgrywek Super Rugby (dawne Super 12), a argentyński związek został pełnoprawnym członkiem międzynarodowego ciała. Wtedy też zmieniono nazwę organizacji, dodając inicjał pochodzący od Argentyny (SANZAAR).